# Teyloides
Teyloides is een geslacht van spinnen uit de familie van de Anamidae.
Teyloides werd in 1985 beschreven door Main.

## Soort
Teyloides omvat de volgende soort:
- Teyloides bakeri Main, 1985